# Hiram Bingham III
Hiram Bingham III (ur. 19 listopada 1875 w Honolulu, zm. 6 czerwca 1956 w Waszyngtonie) – amerykański naukowiec, odkrywca i polityk. Największe jego osiągnięcie to odkrycie dla świata zachodniego osady Inków w Machu Picchu (24 lipca 1911). Później był pilotem wojskowym w trakcie I wojny światowej, gubernatorem stanu Connecticut i senatorem.

## Życie
Urodził się w rodzinie protestanckiego misjonarza Hirama Binghama II. Po zakończeniu podstawowej edukacji kontynuował naukę na Phillips Academy (w Andover), Uniwersytecie Yale (w New Haven), Uniwersytecie Kalifornijskim w Berkeley oraz na Uniwersytecie Harvarda. 20 listopada 1899 poślubił Alfredę Mitchell prawnuczkę Charlesa Lewisa Tiffany’ego i rozpoczął pracę jako nauczyciel akademicki na Uniwersytecie Yale. Ten tryb życia nie odpowiadał jednak Hiramowi i zainspirowany wrażeniami z udziału w kongresie naukowym w Santiago zainteresował się badaniami historii Inków. W 1911 zebrał fundusze i stanął na czele ekspedycji Uniwersytetu Yale w Andy, której celem było odkrycie zaginionej ostatniej stolicy królestwa Inków – Vilcabamby. W jej trakcie, 24 lipca 1911, odkrył dla świata zachodniego Machu Picchu. Starożytne miasto Inków było znane wcześniej Europejczykom (np. zostało umieszczone na mapie z 1874 roku autorstwa niemieckiego podróżnika Hermana Göhringa), a także miejscowej ludności, jednakże nie była to wiedza szeroko dostępna. Odkrycie Binghama ma więc bardziej charakter popularyzatorski. Bingham powrócił w Andy jeszcze dwukrotnie w latach 1912 i 1915. Obie wyprawy finansowane były przez Uniwersytet Yale i National Geographic, jednak żadna nie przyniosła odkrycia Vilcabamby. Hiram w latach późniejszych zaczął głosić pogląd, że Machu Picchu jest Vilcabambą. Vilcabamba została odkryta w 1976 przez Edmundo Guilléna, Tony'ego Halika i Elżbietę Dzikowską. Karierę archeologiczną zakończył po trzeciej wyprawie w Andy. W 1917 zaciągnął się do armii amerykańskiej i służył jako pilot podczas I wojny światowej.
Po powrocie rozpoczął karierę polityczną:
- w listopadzie 1924 został gubernatorem stanu Connecticut
- 16 grudnia 1924 został senatorem, zastępując Franka Boswortha Brandegee, który popełnił samobójstwo
- w 1926 Bingham został wybrany senatorem na kolejną kadencję, jednak w jej trakcie został oskarżony o korupcję, co spowodowało porażkę podczas kolejnych wyborów.

W 1937 rozwiódł się i poślubił Suzanne Caroll Hill.
Bingham zmarł we własnym domu. Został pochowany na Cmentarzu Narodowym w Arlington w Wirginii.
Miał 7 synów (wszyscy z pierwszego małżeństwa):
1. Woodbridge Bingham (1901–1986), profesor(?)
2. Hiram Bingham IV (1903–1988), dyplomata, wicekonsul amerykański w Marsylii w czasie II wojny światowej
3. Alfred Mitchell Bingham (1905–1998), prawnik
4. Charles Tiffany (1906–1993), fizyk
5. Brewster Bingham (1908–1995), minister
6. Mitchell Bingham (1910–1994), artysta
7. Jonathan Brewster Bingham (1914–1986) – kongresmen amerykański.